# Мендоса Крус, Брайан
Бра́йан Мендо́са Крус (исп. Bryan Mendoza Cruz; род. 20 сентября 1997, Акапулько, Герреро) — мексиканский футболист, вингер клуба «Селая».

## Клубная карьера
Мендоса — воспитанник клубов «Тескоко», «Куатетес де Акапулько» и УНАМ Пумас. В 2017 году игрок дебютировал за дублирующий состав последних. 7 апреля 2019 года в матче против УАНЛ Тигрес он дебютировал в мексиканской Примере. 1 сентября в поединке против «Толуки» Брайан забил свой первый гол за УНАМ Пумас. В 2021 году Мендоса на правах аренды перешёл в «Атланте». 2 августа в матче против «Коррекаминос» он дебютировал в Ассенсо MX. 9 августа в поединке против дублёров «Монтеррея» Брайан забил свой первый гол за «Атланте».
Летом 2022 года Мендоса подписал контракт с «Атлетико Морелия». 5 августа в матче против «Коррекаминос» он дебютировал за новый клуб. 27 августа в поединке против «Алебрихес де Оахака» Брайан забил свой первый гол за «Атлетико Морелия».
В 2024 году Менлоса перешёл в «Селая». 15 января в матче против своего бывшего клуба «Атланте» он дебютировал за новую команду. 18 января в поединке против «Атлетико Ла-Пас» Брайан забил свой первый гол за «Селая». Летом того же года игрок на правах аренды перешёл в испанский «Луго». 6 октября в матче против «Химнастик» он дебютировал в Первой лиге Испании. В этом же поединке Брайан забил свой первый гол за «Луго». По окончании аренды игрок вернулся в «Селая».